# Mikania cordata
Mikania cordata là một loài thực vật có hoa trong họ Cúc. Loài này được (Burm.f.) B.L.Rob. mô tả khoa học đầu tiên năm 1934.